# 167e méridien ouest
En géographie, le 167e méridien ouest est le méridien joignant les points de la surface de la Terre dont la longitude est égale à 167° ouest.

## Géographie

### Dimensions
Comme tous les autres méridiens, la longueur du 167e méridien correspond à une demi-circonférence terrestre, soit 20 003,932 km. Au niveau de l'équateur, il est distant du méridien de Greenwich de 18 590 km,.
Avec le 13e méridien est, il forme un grand cercle passant par les pôles géographiques terrestres.

### Régions traversées
En commençant par le pôle Nord et descendant vers le sud au pôle Sud, Le 167e méridien ouest passe par:
| Coordonnées           | Pays, territoire ou mer | Notes |
| --------------------- | ----------------------- | --- |
| 90° 00′ N, 167° 00′ O | Océan Arctique          | |
| 71° 48′ N, 167° 00′ O | Mer des Tchouktches     | Passe juste à l'ouest de Pointe Hope (en), Alaska, États-Unis (à 68° 21′ N, 166° 50′ O)                                       |
| 66° 33′ N, 167° 00′ O | Mer de Bering           | |
| 66° 00′ N, 167° 00′ O | États-Unis              | Alaska — Péninsule de Seward                                                                                                  |
| 65° 22′ N, 167° 00′ O | Mer de Bering           | |
| 60° 13′ N, 167° 00′ O | États-Unis              | Alaska — Île Nunivak |
| 59° 59′ N, 167° 00′ O | Mer de Bering           | |
| 53° 57′ N, 167° 00′ O | États-Unis              | Alaska — Île Unalaska |
| 53° 25′ N, 167° 00′ O | Océan Pacifique         | Le méridien constitue la Frontière maritime orientale des Îles Cook à partir de 8° 00′ S, 167° 00′ O to 23° 00′ S, 167° 00′ O |
| 60° 00′ S, 167° 00′ O | Océan Austral           | |
| 78° 28′ S, 167° 00′ O | Antarctique             | Dépendance de Ross, Liste des territoires revendiqués par la Nouvelle-Zélande                                                 |